# Liber Pontificalis
Liber Pontificalis är en bok med levnadsbeskrivningar över romerska påvar. I den ursprungliga publiceringen omfattade boken påvarna till och med Hadrianus II (död 872) eller Stefan V (död 891). 
Under medeltiden ansågs texterna till och med Damasus I (död 384) ha författats av kyrkofadern och bibelöversättaren Hieronymus. 1500-talshistorikern Onofrio Panvinio ansåg att författaren av biografierna efter Damasus I varit abboten Anastasius (död ca 879), påvlig bibliotekarie i Rom. Den moderna tolkningen, från och med 1800-talsteologen Louis Duchesnes arbete, är dock att det med några få undantag inte går att fastställa texternas författare. 

## Supplement
Det var först på 1100-talet som Liber Pontificalis fick en systematisk fortsättning, även om påvars levnadsbeskrivningar för den mellanliggande perioden existerar i andra källor. Dessa tillägg till bokverket gjordes till och med Eugenius IV (död 1447) och därefter för Pius II (död 1464). Biografierna för tre 800-talspåvar (Johannes VIII, Marinus I och Hadrianus III) saknas och Stefan V:s är ofullständig. Från denne och till och med 1000-talets påvar är beskrivningarna mycket kortfattade – vanligen endast med noteringar om påvens ursprung och ämbetstid.